# Formby

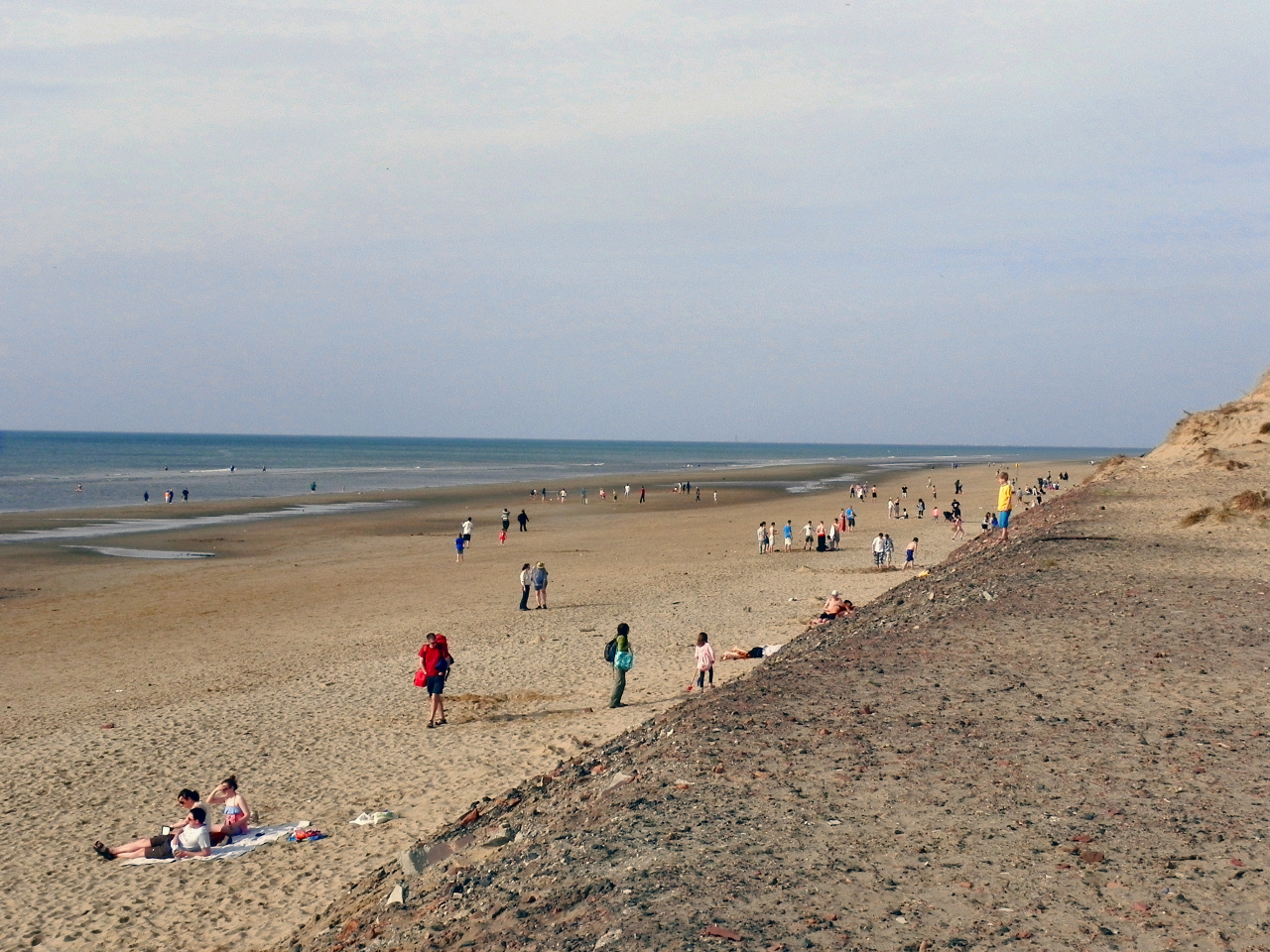
Playa de Formby

Formby es una aldea cercana a localidad inglesa de Liverpool, Merseyside, Reino Unido. Es una aldea pequeña con playa y bosques de pinos.
Algunos famosos ingleses han vivido en Formby, como Wayne Rooney o Steven Gerrard.
- Datos: Q2569221
- Multimedia: Formby / Q2569221